# Ne réveillez pas la momie !
 (avril 2025).
Motif : ou sont les références secondaires centrées qui démontrent l'admissibilité ?
- Archive Wikiwix
- Bing
- Cairn
- DuckDuckGo
- E. Universalis
- Gallica
- Google
- G. Books
- G. News
- G. Scholar
- Persée
- Qwant
- (zh) Baidu
- (ru) Yandex
- (wd) trouver des œuvres sur Wikidata

| 1. | Préciser le motif de la pose du bandeau. | Précisez le motif de la pose du bandeau en utilisant la syntaxe suivante : {{admissibilité à vérifier\|date=avril 2025\|motif=remplacez ce texte par le motif}}                                  |
| 2. | Informer les utilisateurs concernés.     | Pensez à avertir le créateur de l'article, par exemple, en insérant le code ci-dessous sur sa page de discussion : {{subst:avertissement admissibilité à vérifier\|Ne réveillez pas la momie !}} |

 (juillet 2022).
Si vous disposez d'ouvrages ou d'articles de référence ou si vous connaissez des sites web de qualité traitant du thème abordé ici, merci de compléter l'article en donnant les références utiles à sa vérifiabilité et en les liant à la section « Notes et références ».
Ne réveillez pas la Momie ! est un roman de R. L. Stine. Il s'agit, dans l'édition française Bayard Poche, du 59e livre de la série "Chair de poule". Il est traduit de l'américain par Smahann Ben Nouna, qui a traduit quelques autres "Chair de poule", tels que Mort de peur ou Retour au parc de l'Horreur. Le livre français fait 117 pages.

## Livre américain (d'origine)
En anglais, le vrai titre de ce livre est Mummy walks ! - littéralement : "La momie marche !". Ce livre de 30 chapitres est, dans l'édition américaine, le 16e de la série "Goosebumps, séries 2000" - série écrite par R. L. Stine, qui fait suite à la série "Goosebumps".

## Description de l'illustration de la couverture
L'illustration de la couverture du livre français représente (sur un fond rouge) un des moments forts de l'histoire : on y voit une momie en train de sortir d'un sarcophage vert ouvert planté à la verticale. La momie, dont les bandelettes blanches commencent à partir, laisse voir sur sa figure squelettique découverte des yeux exorbités et une bouche souriante (on peut aussi voir une partie des côtes de la momie ). Cette momie agrippe par le cou Michael, le protagoniste principal du livre, que l'on voit de dos.

## Résumé de l'histoire
Michael, le protagoniste, est en route pour aller chez sa tante. C'est la première fois qu'il prend l'avion tout seul… Ses parents étaient mortellement inquiets. Assis dans l'avion, Michael (étrangement seul, en première classe) sort de sa poche un mot que ses parents y ont glissé ; il ne dit qu'une simple phrase : "Nous ne sommes pas tes parents." Et puis, Michael découvre que l'avion, dans lequel il est bel et bien seul, décolle, et est dévié dans un désert. Là, tout le monde l'y nomme "Excellence"... Et il finit par apprendre qu'une puce électronique se trouve dans son cerveau, et qu'elle détient un secret : l'endroit où est caché le sarcophage d'une momie… Que faire d'informations aussi insolites ? Sont-elles vraies ?

## Commentaires
- Ne réveillez pas la momie ! n'eut pas d'adaptation télévisée dans la série TV "Chair de poule".

- Ce livre est le troisième "Chair de poule" (dans l'ordre français) qui a pour sujet une ou des momie(s). (Les deux précédents sont "La malédiction de la momie" - no 1 dans l'ordre français -, et sa suite : La colère de la Momie - no 22 dans l'ordre français).